# Arquà Petrarca
Arquà Petrarca [arˈkwa peˈtrarka] (ursprünglich Arquà) ist eine italienische Gemeinde südwestlich von Padua zwischen Padua und Ferrara in der Nähe der antiken Via Adriatica mit 1796 Einwohnern (Stand 31. Dezember 2023). Sie ist Mitglied der Vereinigung I borghi più belli d’Italia (Die schönsten Orte Italiens).
Der Ort liegt in den Colli Euganei und ist über die Autobahnabfahrt Monselice zu erreichen. Zu Ehren des großen Humanisten und Dichters Francesco Petrarca, der dort seine letzten vier Lebensjahre (1370–1374) verbrachte und auch dort begraben liegt, schmückt sie sich seit 1870 mit seinem Nachnamen als Zusatz.

## Geschichte
Archäologische Ausgrabungen haben ergeben, dass die Gegend am Lago della Costa, einem kleinen See am Fuße des Monte Ricco, etwa 2 km vom Ortskern entfernt, bereits in der Bronzezeit besiedelt war. Hier wurde bereits Ende des 19. Jahrhunderts eine Pfahlbauten-Siedlung und Nekropole der vorrömischen Bevölkerung – den sogenannten Euganeern zugeschrieben – gefunden.
In römischer Zeit unter Kaiser Augustus gehörte Arquatum zur Region X Regio Venetia et Histria (10. Region Venetien und Istien).
In einer Urkunde von 985 ist auf dem Hügel, der heute Monte Castello heißt, ein von Rodolfo Normanno bewohntes Kastell (castrum) dokumentiert. Dieses Kastell, ursprünglich Lehen der Este, wurde 1322 im Krieg zwischen den Carraresi und Scaligern in Brand gesetzt und zerstört.
Es entwickelten sich unterhalb des Hügels zwei Ortskerne mit zwei Pievi, einer in höherer Lage mit einer Dreifaltigkeits-Kirche (SS. Trinità) und ein zweiter weiter unten um die Kirche Mariä Himmelfahrt (S. Maria Assunta). Diese Struktur ist heute noch deutlich zu erkennen und teilt den Kernort in zwei Teile, einen di Sopra (oben) und einen di Sotto (unten).
1213 ging der Ort von den Este an die Freie Stadt Padua über; er wurde Sitz des Stadtvogts und Vikariat. Dies blieb auch so, als Padua 1405 seine Selbstständigkeit verloren hatte und zur Republik Venedig gehörte, in deren Herrschaft Arquà bis 1797 (Napoleonische Eroberung) verblieb. Unter den venezianischen Renaissance-Adelsfamilien war der Alterssitz Petrarcas in Reminiszenz an den Dichter als Residenz beliebt; die Contarini, Badoer, Cavalli, Pisani, Capodivacca, Sambonifacio, Santonini, Borromeo, Dottori, Oddo und Zabarella errichteten Villen, die teilweise heute noch erhalten sind.
1866 mit dem Anschluss Venedigs an die Republik Italien wurde Arquà selbstständige Kommune; diese erst erhielt den Zusatz „Petrarca“.
Der Ort lebt heute vom Tourismus, der sich im Zuge einer Dokumentation des Lebens und Wirkens Petrarcas in einem Museum an seinem Alterssitz (Casa Petrarca), der Restaurierung des gesamten Ortskerns und seiner Kulturgüter, der Einrichtung von Bars und Restaurants sowie dem Verkauf regionaler Agrarprodukte (Wein, Olivenöl, Grappa) entwickelt hat. Eine Spezialität des Ortes ist zudem die Giuggiola (Brustbeere oder Jujube), aus der in Arquà Petrarca zahlreiche Produkte wie etwa Konfitüren, Gebäck oder Schnäpse hergestellt werden. Im Herbst findet die „Festa delle Giuggiole“ statt.

## Sehenswürdigkeiten im oberen Ortskern

### Ortsbild rund um die Dreifaltigkeitskirche

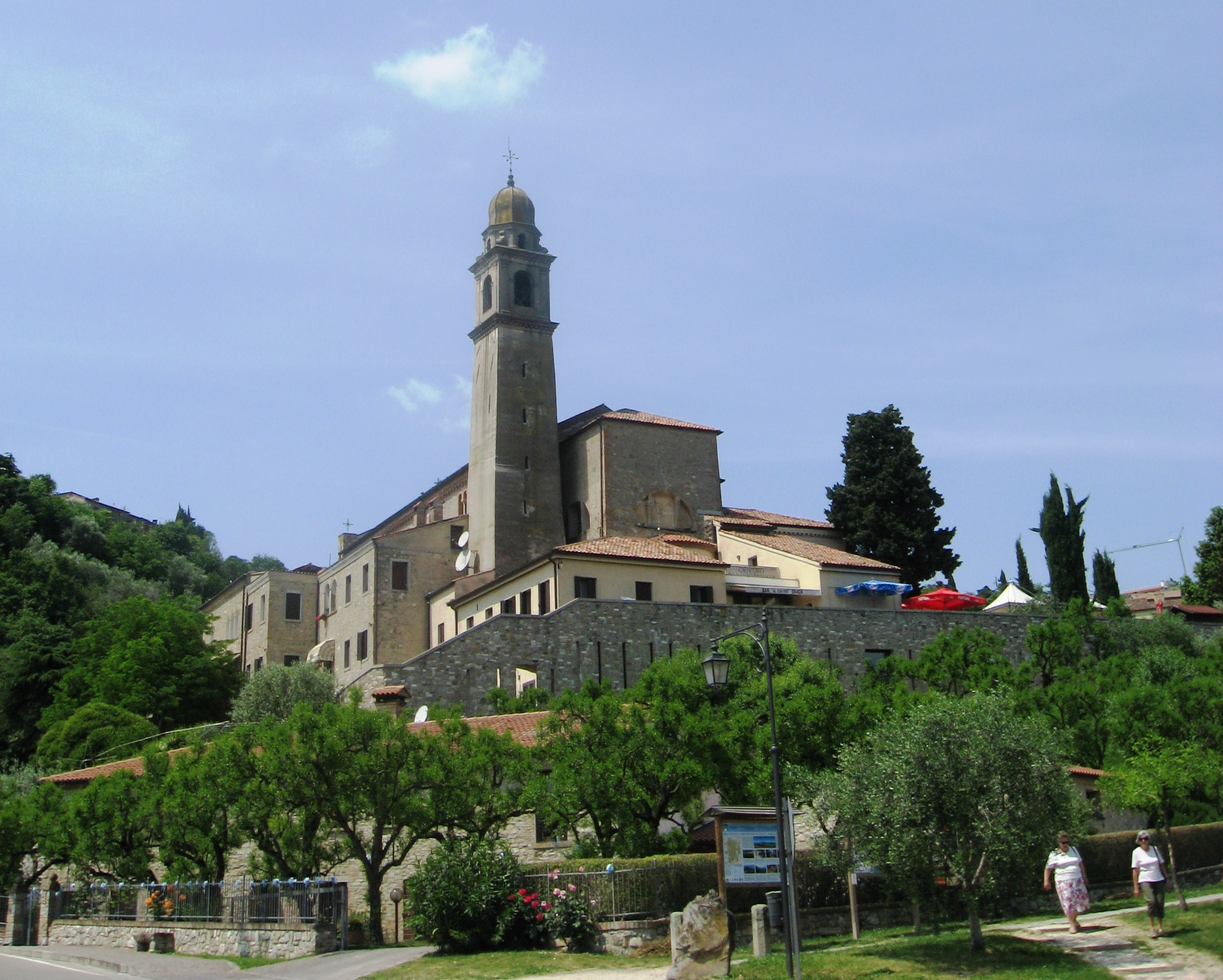
Ansicht des unteren Ortskerns von Arquà Petrarca mit der Kirche Santa Maria Assunta

Herzstück des oberen Ortskerns ist die Piazza am 1181 erstmals urkundlich erwähnten Dreifaltigkeits-Oratorium (Santissima Trinità). Dieser im 14. Jahrhundert erweiterte einschiffige Kirchenraum war mit Fresken ausgemalt, von denen nur noch wenige erhalten sind. Im Übrigen ist er mit barocken Altarbildern ausgestattet, u. a. einer Dreifaltigkeitsdarstellung mit den Heiligen Margareta, Lucia und Franziskus, einem Alterswerk von Palma il Giovane.
Verbunden mit der Dreifaltigkeitskirche ist die Loggia dei Vicari (14. Jahrhundert). Unter ihren Arkaden berief der Vikar Versammlungen ein. Vor der Loggia steht eine Säule mit dem venezianischen Markuslöwen, die Vikar Girolamo Bonmartini 1612 errichten ließ, um die Loyalität des Vikariats zur Republik Venedig zu dokumentieren.
In den Seitengassen verleihen die charakteristischen Häuser aus Trachyt, schlicht und massiv gebaut, doch mit wiederkehrenden architektonischen Details (Tor, Loggia, blumengeschmückte Eingänge und Balkone, rustikale Kamine), dem oberen Ortskern ein geschlossenes Aussehen.

### Casa del Petrarca
Eines dieser Häuser in der Via Valleselle ist die Casa del Petrarca mit Außentreppe und Loggia-Erker im Obergeschoss, umgeben von einem kleinen Garten, in dem der Dichter Wein, Äpfel und Gewürze angebaut hat. Heute wachsen dort Buchsbäume, Oleander, Pinien, Lorbeerbäume, Oliven und Kirschbäume. Das Haus wurde Petrarca von Francesco il Vecchio da Carrara, dem seinerzeitigen Stadtregenten von Padua, geschenkt. Im Sockelgeschoss wohnte er mit seiner Familie, das Obergeschoss sah er für seine Dienerschaft vor.
Der Zustand, in dem der Besucher den Alterssitz Petrarcas heute vorfindet, geht auf einen Nachbesitzer aus dem 16. Jahrhundert, den Adligen Pietro Paolo Valdezocco (hier wohnhaft 1546–1556), zurück. Er ließ das obere Stockwerk mit Fresken ausmalen, die sich auf die Hauptwerke des Dichters, Canzoniere, Trionfi und Africa, beziehen. Zusammen mit dem Sessel und dem Bücherschrank Petrarcas sind diese Räume heute als Museum in Reminiszenz an Petrarca zu besichtigen.
Die unteren Räume sind seit 1985 durch eine permanente Fotoausstellung über die Kunst und Kultur der Stadt Padua in Anspruch genommen. Eine Kuriosität ist eine mumifizierte Katze in einer barocken Nische, darunter eine Inschrift, die besagt, dass die Katze glaubt, Petrarcas große Liebe gewesen zu sein, die treue Wächterin, die seinen Garten vor Mäusen schützte. Untersuchungen haben ergeben, dass es sich nicht um die Katze Petrarcas handeln kann, sondern die Mumie aus dem 17. Jahrhundert stammt, so dass wahrscheinlich der seinerzeitige Besitzer Girolamo Gabrielli das Tier dort eingemauert hat.
Der Kunsthistoriker Michaelangelo Muraro sieht in der Casa del Petraca aufgrund ihrer frühen Entstehung ab 1360 den "Ursprung der Villenkultur" in Venetien.

## Sehenswürdigkeiten im unteren Ortskern
Herzstück dieses Ortsteil ist die Kirche Santa Maria Assunta mit ihrer zentralen Piazza, die bis ins 19. Jahrhundert Friedhof war. 1965 wurde der Platz mit Trachytplatten ausgelegt, um für den Sarkophag Petrarcas, der als einzig sichtbares Grabmal für den heutigen Besucher von diesem Friedhof verblieben ist, eine neue Umgebung zu gestalten.
Der untere Ortsteil ist im Übrigen offener bebaut als der obere; eine Reihe von historischen Gebäuden hat sich hier erhalten.

### Santa Maria Assunta / Grabmal Petrarcas
Die Pfarrkirche wurde 1026 erstmals erwähnt und im Laufe der Jahrhunderte mehrfach umgestaltet. Der neoromanische Komplex, der sich dem heutigen Besucher darbietet, stammt von 1926.
Im Inneren sind bei Restaurierungsarbeiten erst im 20. Jahrhundert Fresken aus verschiedenen Epochen, die übertüncht waren, wiedergefunden worden. Die ältesten im byzantinischen Stil (Thronende Madonna mit Kind) werden ins 13. Jahrhundert datiert, weitere Fresken der Giotto-Schule zugerechnet (Hl. Martha, Maria Magdalena und Hl. Lucia), und die jüngeren (nochmals Maria mit Kind) dürften nicht vor dem 15. Jahrhundert entstanden sein. Ein an der rechten Außenwand angebrachtes Polyptichon aus Tafeln mit Goldgrund, den Hl. Augustinus, Petrus und Paulus und weitere Heilige darstellend, stammt ursprünglich aus SS. Trinità und wurde von Jacopo Bonomo, einem Schüler von Lorenzo Veneziano, im 14. Jahrhundert geschaffen.
In der Kirche fand am 24. Juli 1374 das Begräbnis Petrarcas statt. Der Sarkophag ist der Form nach im Stil römischer Vorbilder gestaltet und trägt zwei Inschriften. 1547 ließ Pietro Valdezocco eine Bronzebüste des Dichters auf dem Sarkophag aufbringen. Heute sieht man diese Originalbüste in der Casa Petrarca und auf dem Sarkophag eine Kopie. 1630 brachen Grabräuber den Sarkophag auf und raubten Teile des Skeletts. Im 19. Jahrhundert wurde das Grab dreimal geöffnet, um Knochen wieder zusammenzufügen und Untersuchungen durchzuführen. Bei einer letzten Graböffnung 2004 wurde erkannt, dass der Schädel falsch ist, er gehört offenbar zu einer Frau, die Knochen im Übrigen aber mit hoher Wahrscheinlichkeit tatsächlich die Überreste Francesco Petrarcas sein dürften.

### Villen, Paläste und historische Gebäude
- Vor dem sogenannten Brunnen des Petrarca unterhalb des Kirchplatzes (aus dem laut Inschrift der Dichter trank) steht die Villa Rova mit dem Wappen der Pisani (Löwe auf Hinterbeinen), umgeben von einem Garten mit Privat-Oratorium.
- Der Palazzo Contarini mit venezianischen Kleeblatt-Doppel- und Dreifach-Arkaden wurde mehrfach umgestaltet.
- Der Florentiner Familie Strozzi gehörte der Palast gegenüber (1926 restauriert)
- Der Palazzo Vettorato (14. Jahrhundert) weist die gleichen gotischen Stilelemente auf.
- Das Ospedale della Madonna an der Via Jacopo d'Arquà, die in den oberen Ortsteil führt, war ein Hospiz für Bettler und arme Pilger. An der Fassade befindet sich eine Nische mit einem Kreuzigungs-Fresko (nur rudimentär erhalten).
- An dem historischen Gasthaus Osteria del Guerriero (15. Jahrhundert) wächst ein jahrhundertealter Rebstock.
- In der Casa Alessi wohnte der Archäologe Isidoro Alessi. Hier übernachteten mehrmals paduanische Bischöfe (1789 restauriert).
- Die Casa Mentasti war Wohnsitz des Epographikers Carlo Leoni (neogotisch umgestaltet).

## Gemeindepartnerschaft
Arquà Petrarca pflegt eine Partnerschaft mit der französischen Gemeinde Fontaine-de-Vaucluse, in der Petrarca ebenfalls zeitweilig gelebt hat.